# 8ª Brigata Garibaldi "Romagna"
L'8ª Brigata Garibaldi "Romagna" fu una brigata partigiana operante nell'appennino Forlivese dall'ottobre del 1943 sino al 30 novembre 1944.  Inizialmente denominata Brigata Garibaldi Romagnola, assunse poi per un brevissimo periodo (aprile '44) la denominazione di Gruppo Brigate Romagna per poi nell'estate del 1944, assumere la definitiva denominazione di 8ª Brigata Garibaldi "Romagna", mantenuta sino allo scioglimento della formazione..

## Area d'intervento
L'area di operazione sulle foreste casentinesi si estendeva sui territori montani delle provincie di Forlì, Pesaro, Arezzo e Firenze.

## Costituzione, attività, scioglimento
Dopo l’armistizio, annunciato l’8 settembre 1943, la reazione delle truppe d’invasione naziste pose immediatamente i comitati antifascisti, sorti dopo il 25 luglio nelle diverse città romagnole, di fronte al problema della lotta armata. Problema di cui si discusse nella prima riunione di coordinamento del comitato interprovinciale (Forlì e Ravenna) del Fronte nazionale, che si tenne a metà settembre del 1943. La scelta parve obbligata e la prima decisione presa fu quella di impegnarsi immediatamente nell’organizzazione di alcuni gruppi armati. Il comitato interprovinciale di Fronte nazionale era composto dai rappresentanti delle due sole forze politiche che potevano disporre di un’organizzazione: il Partito comunista e l’Unione dei lavoratori (per il PCI, a turno: Mario Gordini e Salvaggiani R. di Ravenna, Romolo Landi e Guido Miserocchi di Forlì; per l’ULI, a turno: Pietro (Rino) Spada, Otello Magnani, entrambi di Cesena e Arnaldo Guerrini di Ravenna; a questi si univa il conte Virgilio Neri, di Faenza, indipendente, ma piuttosto vicino all’ULI). Da questo momento in poi, dal comitato interprovinciale sarebbero dipesi tutti i comitati comunali, sorti spontaneamente, in precedenza, in tutte le principali città romagnole. Comitati a cui aderivano, a livello personale, dato che gli altri partiti non si erano ancora ricostituiti, anche repubblicani, liberali, cattolici, socialisti ed alcuni indipendenti. Nonostante le difficoltà, dovute all’inesperienza, ai dissidi sulla struttura e sugli obiettivi da dare alle formazioni armate e dal rifiuto delle autorità militari a collaborare, il Fronte nazionale riuscì comunque a raccogliere un certo quantitativo di armi e di vettovaglie e ad organizzare due basi, una a Cusercoli e una a Pieve di Rivoschio, dove furono inviati i primi partigiani ed il materiale raccolto.
Da questi due primi nuclei, una quarantina di uomini in tutto, di cui quasi la metà ex prigionieri inglesi, russi e slavi, prenderà vita la formazione partigiana che nel giugno/luglio 1943 diverrà l’8a brigata Garibaldi “Romagna”.
A metà ottobre 1943, con l’inizio delle prime azioni partigiane, il Fronte nazionale cessò praticamente di esistere. Il 18 ottobre, dopo una riunione tenutasi a Cesena, l’Unione dei lavoratori italiani comunicò la propria volontà di abbandonare il comitato, dichiarandosi incapace a riconoscersi in una lotta condotta a fianco degli eserciti alleati, sostenitori della monarchia. Questa posizione portò alla scissione della componente repubblicana dell’ULI, favorevole alla lotta armata e il 16 gennaio 1944, allo scioglimento dell’intero movimento.  Fino al gennaio/dicembre 1944, periodo in cui si costitui il CLN e divenne pienamente operante, il Partito comunista dovette assumersi la piena responsabilità della prosecuzione della lotta armata, creando al suo interno una struttura militare autonoma, il Comitato militare romagnolo. La scelta di procedere indipendentemente dall'adesione di altri partiti fu determinata anche dall’arrivo (il 22 ottobre) di Antonio Carini (Orso/i), inviato in Romagna dal Comando generale delle brigate Garibaldi, proprio per occuparsi dell’organizzazione militare. Nello stesso periodo si stabiliva a Bologna Ilio Barontini (Dario) con il compito di coordinare la lotta armata in tutta la regione.
Si optò per l’azione immediata sotto forma di guerriglia, prendendo esempio dalle esperienze della Spagna, della Cina e della Jugoslavia. Le direttive generali erano semplici: prendere contatto con gli abitanti dei luoghi in cui si volevano creare delle squadre armate ed agire politicamente per farne degli alleati, colpire continuamente i fascisti e i tedeschi adottando la massima mobilità. Obiettivi immediati erano quelli di migliorare l’armamento con le armi sottratte al nemico e di dissuadere i giovani dall’arruolarsi nelle fila avversarie attraverso azioni che avessero un certo rilievo. Da questo punto di vista si presentavano come obiettivo ideale le caserme dei carabinieri e della Guardia nazionale repubblicana, che vennero attaccate in rapida successione (Cusercoli, il 2 ottobre; Sarsina, il 4 novembre; Galeata, il 26 novembre; San Piero in Bagno, il 26 gennaio; Premilcuore, il 27 gennaio; Galeata, il 22 febbraio; Santa Sofia, il 1º marzo; Bagno di Romagna, il 29 marzo; ecc.)
In ottobre nella base di Cusercoli sono presenti sedici uomini, organizzati dal partito comunista di Forlì, comandati da Olindo Guardigli, in quella di Pieve di Rivoschio gli uomini sono una ventina al comando di Salvatore Auria (Giulio). 
Verso la fine del mese i partigiani di Cusercoli, trasferitisi nel frattempo a Val di Chiara, alle pendici del Monte Guffone (Santa Sofia) sono attaccati da circa trecento tedeschi. Pur essendo presi di sorpresa riescono a sganciarsi senza perdite e quelli che non si sbandano si riuniscono al gruppo di Pieve di Rivoschio. Il 16 novembre anche il gruppo comandato da Giulio è attaccato. I tedeschi accerchiano Pieve di Rivoschio, ma i partigiani si sono già allontanati dal paese nei giorni precedenti ed anche quelli rimasti, avvertiti in tempo, riescono a fuggire e a mettere in salvo il materiale. I tedeschi non trovando nessuno arrestarono alcuni abitanti, fra cui il parroco. L’unico che poi non sarà rilasciato perché considerato un collaboratore dei partigiani, per le armi che furono rinvenute nella cappella del cimitero adiacente alla chiesa e che, avviato in Germania sarà rinchiuso nel campo di concentramento di Dachau. 
Dopo il rastrellamento, la difficoltà a mantenere i contatti con il Comitato militare del partito comunista (Antonio Carini, Ilario Tabarri e un terzo componente non identificato)  e fra le squadre stesse, esasperò la situazione. I due ufficiali italiani che insieme ad un capitano sovietico avevano affiancato Giulio, se ne erano andati alle prime difficoltà. Giulio stesso, per la sua inesperienza in campo militare e per la sua bonarietà, era ritenuto inadatto al comando. Fra i giovani romagnoli nessuno si era particolarmente distinto e gli slavi per evidenti problemi di comprensione linguistica e per il loro carattere, non facevano che creare difficoltà. Alla fine di novembre, ristabiliti i contatti, le squadre erano notevolmente diminuite di numero e la situazione era destinata a peggiorare se non si fosse riusciti in breve tempo a trovare una persona capace di gestire il comando. Carini e Tabarri sollecitarono, senza successo , la federazione del Partito comunista per distaccare presso la Brigata una persona adatta, solo verso la metà di novembre venne prospettata la possibilità di dare il comando ad un nuovo venuto "... piovuto in Romagna dopo aver partecipato a combattimenti partigiani in Jugoslavia e nelle Venezie", Libero, che a quella data, era al comando di un piccolo gruppo partigiano sulle montagne sopra Faenza, organizzato dal Partito comunista di Ravenna. 
Tabarri decide di incontrarlo. I due si vedono a Forlì il 22 o il 23 di novembre. A Tabarri è subito chiaro che Libero, nonostante lui si dichiari tale, non è comunista. Un difetto però, su cui è disposto a sorvolare, dal momento che l’uomo che gli sta di fronte sembra avere “una chiara comprensione di tutti i problemi e di avere una buona visione generale del problema partigiano.”
Il 1° dicembre, a Pian del Grado, Libero prende ufficialmente il comando dei partigiani della Brigata romagnola.
A partire da quella data, soprattutto grazie all'afflusso dei renitenti alla leva, rifugiatisi in montagna per sfuggire ai bandi di Rodolfo Graziani (che richiamavano alle armi le classi dei nati negli anni 1923, 1924, 1925 e successivamente le classi 1920, 1921 e 1926), la Brigata raggiunse nel giro di poco tempo le 900 unità.
La notizia della diserzione di una ventina di uomini, ritornati in treno a Ravenna, avvenuta il 20 dicembre, insospettì il comando di pianura. Orsi raggiunse la brigata il 10 gennaio e subito si rese conto che le cose non stavano andando come ci si aspettava.
"[Libero] faceva un po’ tutto. Tanto che lui ha avuto veramente l’impressione e forse lo avrà creduto di essere il vero capo in tutto, di poter disporre a suo talento sul da fare e disfare"
Orso/i, con qualche aggiustamento all’organizzazione della Brigata e grazie a nuovi commissari come Luigi Fuschini (Savio) e (Guglielmo Maconi) Paolo arrivati dalla pianura, che vengono affiancati a Libero capaci di tenergli test, pensa di aver sistemato le cose e che Libero possa continuare a rimanere al suo posto. Prima di ritornare in pianura (12 febbraio 1944)  provvede anche a nominare Guglielmo Marconi (Paolo) commissario della brigata e insieme a lui, essendo già previsto lo spostamento della Brigata a Corniolo, scrive un manifesto rivolto ai contadini della zona di Santa Sofia, dove vengono resi noti i rapporti (soprattutto economici) che da quel momento i partigiani avrebbero dovuto tenere con la popolazione. Il manifesto è fatto firmare da Libero. Essendo un documento pubblico, sarà costretto a rispettarlo.
15 febbraio - primi di marzo 1944 - il Dipartimento del Corniolo e cattura di Orso/i
Venuta meno la sua presenza di Orso/i, Libero cercò immediatamente di riconquistare la propria libertà di manovra e di rendere Paolo inoffensivo inviandolo in missione lontano dal comando e provvedendo a nominare al suo posto un altro commissario politico: Antonio Zoli (Fis-cin – Mitro) che oltre ad essere legato a lui,  non conosce la catena di comando, né quali debbano essere le sue funzioni in qualità di commissario e invece di discutere o contrastare le decisioni del comandante, si limita a controfirmarle. Da qui, secondo Tabarri, una serie di errori, che si sarebbero potuti evitare se, come era stato previsto da Orsi, Libero fosse stato tenuto a bada da quadri politici capaci. Il più grave fu la pubblicazione di un contro-bando, in risposta al bando di chiamata militare della Repubblica Sociale, dove si minacciavano pene severissime per i renitenti che non si fossero arruolati fra le fila partigiane e per le loro famiglie. Nell’ultima settimana di febbraio si decise di spostare la brigata a Strabatenza. Il bando di chiamata alle armi della RSI intanto cominciava ad avere i suoi effetti. Il numero dei giovani renitenti cresceva di giorno in giorno e molti prendevano la via della montagna. I più arrivavano senza armi e senza l’equipaggiamento necessario. Si pensò quindi di organizzare alcune azioni per il recupero di armi e materiali. Una, contro il presidio della Guardia nazionale repubblicana di Galeata, una sul versante toscano, da cui era giunta notizia che alcuni contadini avevano recuperato alcune mitragliatrici pesanti ed una contro la caserma dei carabinieri di San Piero in Bagno.Ai primi di marzo la brigata si insediò nella zona di Strabatenza. In quei giorni Orsi ritorna in brigata e si scopre che, in sua assenza, questi era entrato in contatto con la MVSN di Santa Sofia, per considerare la possibilità di eventuali accordi, cosa espressamente vietata dal Comando Generale delle Brigate Garibaldi. La cosa fu discussa all’interno del gruppo di comando della brigata e la trattativa venne interrotta in attesa di informarne il partito comunista. Fu incaricato lui Carini (Orso/i) dal momento che era in partenza, perché richiamato a Bologna per ordine del Comando generale. Questi però, arrivato in pianura, è catturato dai fascisti nei pressi di Meldola, portato a Rocca delle Caminate e lì torturato e ucciso.
Il grande rastrellamento di aprile (6-25 aprile 1944)
Già prima della partenza di Orso/i da Strabatenza, al funzionario politico, ispettore per le federazioni del Partito comunista di Forlì e di Ravenna, Pini, era già pervenuto l’ordine di provvedere a sostituirlo con Ilario Tabarri (Pietro Mauri), fino a quel momento responsabile dei Gap. Pietro arrivò al Comando di brigata il 22 marzo 1944. La prima impressione che ne ricava è quella di una grande confusione, la Brigata ha raggiunto le 850 unità e gli uomini sono tutti accantonati nel villaggio e nelle case vicine, come in una caserma. Tutti sanno dove trovare il comando già a molte ore di marcia. Unica difesa sembra essere il metro e mezzo di neve che ha coperto tutta la zona. Una volta presentatosi a Libero, che sapeva della sua venuta, perché precedentemente informato, apprende che questi non è troppo disposto a lasciare il suo posto. Pietro riesce ad imporsi e Libero accetta di essere retrocesso a Capo di stato maggiore. Accetta anche la proposta di spostarsi subito da Strabatenza. Anche lui lo aveva pensato, come aveva già pensato di dividere il gruppo in tre brigate, di cui aveva già individuato i comandanti. Alberto Bardi (Falco): 1. Brigata;Tino Corzani (Tino): 2. Brigata; Veglio Benini/Fossi (Villi): 3. Brigata. Pietro e Libero non concordano però sugli obiettivi da darsi. Libero vorrebbe spostare tutta la Brigata nello stesso momento per compiere un attacco a fondo nelle Marche, attaccando tutti i presidi e tutte le caserme, ma lasciando in pace i tedeschi per non suscitare la loro reazione. A Pietro muovere circa un migliaio di uomini (di cui 500 disarmati e molti male equipaggiati) tutti insieme, in una regione sconosciuta e munita di strade camionabili, gli sembra una pazzia e tenuto conto della situazione, propone lo spostamento di sole due brigate, da posizionare dei pressi del Monte Fumaiolo e poi vedere il da farsi , mentre la terza brigata resta al suo posto, nel pressi del campo di lancio (San paolo in Alpe), in attesa di un lancio alleato. Anche questa volta Pietro ha la meglio. Il 27 marzo, completata la formazione delle tre brigate, assume il comando effettivo della formazione, circa 900 uomini ed il giorno successivo la prima brigata (la meglio armata) è in partenza diretta a Balze. Il 29 marzo parte la seconda brigata assieme al Comando e tutti i servizi annessi. La mattina del 30 ad Alfero, durante una sosta, Libero, vuole che si tenga una riunione del Comando per discutere relativamente ad suo presunto storno di fondi. Volano parole grosse e Libero chiede di ritornare in pianura per essere destinato ai Gap. Gli viene proposto di andare in Toscana per contattare e organizzare alcuni gruppi di partigiani che vogliono mettersi in contatto con la brigata. Libero accetta gli viene consegnato del denaro e il mattino dopo, parte, ma invece di dirigersi verso la Toscana, nel tentativo di intercettare Zita (la sua amante, partita da Strabatenza, su richiesta di Pietro, il 27 marzo), passa da Spinello e poi da Corniolo, dove la incontra e dove viene a sapere di un lancio di materiale. Va quindi a San Paolo in Alpe, al campo di lancio, dove si fa consegnare il denaro inviato dagli alleati. Ne trattiene una parte e l’altra la invia a Pietro, per mezzo di una staffetta.
Il 6 aprile mentre le due brigate sono già venute a contatto con i fascisti ed i tedeschi che le stanno accerchiando, a Pietro giunge la staffetta inviata da Libero che gli consegna parte del denaro lanciato dagli alleati e li informa dell’arrivo del materiale e della sua presenza di Libero a San Paolo in Alpe, dove non avrebbe dovuto essere. Pietro invia Paolo insieme ad un piccolo gruppo di partigiani sulle tracce di Libero. Lo raggiungono a Pian del Grado attorno alla mezzanotte. Paolo si fa riconsegnare il denaro sottratto da Libero (ca 1.000.000 di lire) e lo lascia facendogli promettere che sarebbe ritornato al comando per parlare della cosa con Pietro. Libero assieme a Zita invece scappano verso la pianura.
Intanto il rastrellamento continua. Durerà sino alla fine di aprile. Vi furono impiegati dai 2.000 ai 2.500 uomini (sia italiani che tedeschi, compresa la divisione Goering, che proveniva dal versante toscano) e si estese su di un’area molto vasta, compresa nel quadrilatero Premilcuore-Pennabilli-San Sepolcro-Consuma. Il numero dei partigiani rimasti uccisi, dalle ultime ricerche, è di 123, compreso il comandante Libero, condannato a morte e fucilato dai suoi stessi compagni, 84 gli arrestati, di cui 48 deportati nei lager nazisti (in un rapporto inviato al Comando generale della LXXV Armata tedesca, si parla di 115 prigionieri, fra i quali 3 inglesi e 1 francese, un dato che comprende però anche gli appartenenti ad un’altra formazione partigiana operante sul versante toscano del Falterona, la Stella Rossa). Con questo e gli altri rastrellamenti che circa nello stesso periodo si susseguirono lungo quella che, nell'estate successiva, diventerà la Linea Gotica, era intenzione del feldmaresciallo Albert Kesselring, “ripulire” dalla presenza di bande partigiane le zone di maggior interesse strategico e in particolare le strade che passano attraverso gli Appennini,   In previsione della ripresa dell’azione alleata al sud e del probabile sfondamento della linea Gustav. 
La ricostruzione della brigata
Nel giro di un mese la brigata si sfaldò quasi completamente. In zona, restò il Comando, che cercò in tutti modi di riprendere i contatti con i sopravvissuti. Ripresi i contatti con la pianura e dopo un incontro presieduto da un inviato del Comando generale delle brigate Garibaldi, tenutosi nei pressi di San Lorenzo, esaminata la situazione e tenuto conto degli errori fatti prima e durante il rastrellamento, si decise di riorganizzare la brigata su nuove basi, pienamente rispondenti ai canoni della guerriglia partigiana e si sottolineò la necessità di una severa preselezione degli uomini da inviare in montagna.  Alla fine di maggio, la Brigata conta ca. 150 uomini ordinati in squadre, dotate di larga autonomia e distribuite su di un ampio territorio, che si tengono in contatto tre loro e con il comando, installato a Pieve di Rivoschio, tramite staffette. Ai primi di giugno sarà pienamente operativa. In giugno sarà paracadutato dagli Alleati nella zona tenuta dalla Brigata, Bruno Vailati (Italo Morandi),  esperto di sabotaggio, appartenente all'OSS (Office of Strategic Services). Fra giugno e Luglio la Brigata assumerà nel mese di maggio il numerale 8ª, assegnatole dal CLNAI e continuerà a combattere sino alla liberazione di Forlì e sarà sciolta, su ordine del comando alleato il 30 novembre 1944.
Molti dei partigiani che avevano combattuto nella Brigata Romagnola,  ripresero a combattere unendosi alla 28ª Brigata GAP comandata dapprima da Falco, e successivamente da Bulow. 

## Persone legate alla Brigata

### Dall'autunno-inverno 1943-44 (Gruppo Salvatore, Gruppo Libero, Brigata Garibaldi Romagnola)
- Salvatore Auria (Salvatore o Giulio)
- Don Francesco Babini
- Cristoforo Bendazzi (Rino)
- Alberto Bardi (Falco)
- Amos Calderoni (Amos)
- Antonio Carini (Orsi)
- Ten. Col. Edoardo Cecere
- Antonio Corzani (Tino)
- Gino Fantini
- Riccardo Fedel (Libero)
- Umberto Fusaroli Casadei (Fusaroli)
- Giovanni Fusconi (Isola)
- Luciano Lama
- Terzo Lori
- Guglielmo Marconi (Paolo)
- Albano Meazzini (Tito)
- Luigi Nicolò (Stunféin)
- Tonino Spazzoli
- Walter Suzzi (Sputafuoco)
- Adamo Zanelli (Giovanni)
- Antonio Zoli (Mitro)
- Vittorio Forlivesi

#### Gli ufficiali britannici
- Gen. John F.B. Combe (Giovanni)
- Gen. Philip Neame
- Gen. Richard O'Connor
- Gen. E. Joseph Todhunter (Giuseppe)

### Dalla primavera 1944 (Gruppo Brigate "Romagna", 8ª Brigata Garibaldi "Romagna")
- Don Francesco Babini
- Sauro Babini (Cetriolo)
- Ten. Col. Edoardo Cecere
- Terzo Larice (Tigre)
- Guglielmo Marconi (Paolo)
- Ilario Tabarri (Pietro)
- Bruno Vailati (Italo)
- Adamo Zanelli (Giovanni)
- Celso Castellucci

### Partigiani decorati

#### Medaglie d'oro

##### Al Valor Militare
- Amos Calderoni
- Terzo Lori
- Tonino Spazzoli
- Walter Suzzi

##### Al Valor Civile
- Don Francesco Babini

#### Medaglie d'argento

##### Al Valor Militare
- Salvatore Auria
- Sauro Babini
- Cristoforo Bendazzi
- Edo Bertaccini
- Antonio Carini
- Antonio Corzani
- Arnaldo Evangelisti[10]
- Gino Fantini
- Guglielmo Marconi
- Antonio Zoli

## Cittadinanze decorate

### Medaglie d'oro

#### Al Valor Militare
- Provincia di Arezzo

Territorio ove intensa si svolse la Resistenza antinazifascista, la Provincia di Arezzo, nel corso di 12 mesi, fu teatro di irriducibili opposizione al nemico occupante, da parte di agguerrite formazioni armate e delle patriottiche popolazioni di città e campagne, sui monti e nelle valli. Le operazioni di dura guerriglia partigiana, alimentate e sorrette da coraggiosa e spesso cruenta ostilità popolare, comportarono l'impiego di ingenti forze nemiche, a controllo di una vasta zona delle retrovie e a protezione di importanti comunicazioni, sul tergo degli schieramenti germanici. Le gravi perdite umane e di beni, inflitte e subite, testimoniano di sacrifici, distruzioni e sofferenze immani di combattenti e popolazioni, di generoso sangue versato nell'"Aratino", con eminente valore, in un periodo tragico per le sorti della Patria. Arezzo, 9 settembre 1943 - 3 ottobre 1944.

#### Al Merito Civile
- Comune di Verghereto

Ritenuto nascondiglio dei partigiani, durante l'ultimo conflitto mondiale fu oggetto della ferocia e cieca rappresaglia di Fascisti e dei Tedeschi che trucidarono sessantaquattro suoi cittadini, in maggioranza anziani, donne e bambini, distrussero l'intero centro abitato, causando un gran numero di feriti - Tavolicci di Verghereto (FO), 22 luglio 1944.
8 febbraio 2001
- Provincia di Forlì-Cesena

Al centro di un'area strategicamente importante, situata lungo il fronte di belligeranza della linea Gotica, la Comunità provinciale, sconvolta da feroci rappresaglie dell'occupazione nazifascista, con profonda fede in un'Italia libera e democratica, offriva uomini e sostegno alle formazioni partigiane, rendendosi protagonista di una tenace resistenza e sopportando la perdita di un numero elevato dei suoi figli migliori. Splendido esempio di amor patrio e di strenuo impegno per l'affermazione della libertà. 1943/1944 - Provincia di Forlì-Cesena. 
16 aprile 2009

### Medaglie d'argento

#### Al Valor Militare
- Comune di Cesena

Fedele ad antiche e gloriose tradizioni patriottiche e democratiche, la Città di Cesena sin dall'armistizio dell'8 settembre 1943 fu centro di decisa reazione di lotta contro l'oppressione tedesca e fascista. Esprimendo e sostenendo coraggiosamente agguerrite forze partigiane, la cui organizzazione ebbe inizio con la costituzione della prima base di volontari a Pieve di Rivoschio e nella circostante zona collinare, durante quattordici mesi di duro impegno operativo, i cesenati contribuirono validamente ad imporre un consistente logoramento alle forze nemiche ed a danneggiare mezzi ed apprestamenti - Zona di Cesena (FO), 8 settembre 1943/novembre 1944
19 settembre 1974
- Comune di Forlì

Durante 14 mesi di dura lotta contro l'oppressione tedesca e fascista esprimeva e sosteneva coraggiosamente le formazioni partigiane che operarono nella regione contro le forze armate nemiche logorandole e rendendo loro oneroso il movimento sulle rotabili romagnole e sulla linea ferroviaria Forlì - Faenza, costituenti importanti assi di alimentazione del loro sforzo operativo sul fronte. All'azione dei volontari armati, affiancava quella, non meno efficace, dei lavoratori che sabotando gli impianti industriali impedivano l'attuazione di un loro predisposto trasferimento in Germania. Il contributo di caduti e martiri civili, le sofferenze e le distruzioni subite dalle genti forlivesi nella loro ostinata opposizione alla sopraffazione nemica, testimoniarono la loro assoluta dedizione ai più alti ideali di Patria, libertà e giustizia - Zona di Forlì, 8 settembre 1943/novembre 1944
17 aprile 1975

#### Al Merito Civile
- Casteldelci

Piccolo centro, durante l'ultimo conflitto mondiale, avendo fornito momentanea ospitalità ad un gruppo di partigiani, veniva sottoposto ad una feroce e cieca rappresaglia da parte delle truppe tedesche, che trucidarono trenta suoi cittadini, in maggioranza anziani, donne e bambini e distrussero l'intero abitato. Fraz. Fragheto-Casteldelci (PU), 7 aprile 1944.
9 aprile 2003
- Bagno di Romagna

Centro strategicamente importante, posto sulla "Linea Gotica", durante l'ultimo conflitto mondiale, si adoperò con la popolazione tutta a dare ospitalità e rifugio alle famiglie sfollate delle grandi città ed ai soldati italiani e stranieri sbandati o fuggiti dai campi di concentramento. Contribuì generosamente alla guerra di Liberazione con la costituzione di varie formazioni partigiane, subendo feroci rappresaglie che provocarono la morte di numerosi ed eroici cittadini. Nobile esempio di spirito di sacrificio ed amor patrio. Bagno di Romagna (FO), 1943/1944.
28 luglio 2004
- San Godenzo

Centro strategicamente importante, situato sulla linea gotica, fu oggetto di atroci rappresaglie e rastrellamenti da parte delle truppe tedesche che, in ritirata verso il Nord, misero in pratica la strategia della "terra bruciata", distruggendo l'intero abitato con cannoneggiamenti, mine ed incendi. La popolazione, costretta all'evacuazione, dovette trovare rifugio nelle regioni vicine, tra stenti e dure sofferenze. Partecipava generosamente alla guerra partigiana e con dignità e coraggio affrontava, col ritorno alla pace, la difficile opera di ricostruzione morale e materiale del paese. Aprile - Settembre 1944/San Godenzo (FI).
12 dicembre 2006
- Stia

La popolazione della cittadina toscana, animata da fiera ostilità nei confronti del regime fascista, partecipava con eroica determinazione alla Resistenza. Oggetto di violenti bombardamenti e feroci rappresaglie da parte delle truppe tedesche, la frazione di Vallucciole fu teatro di una delle più atroci stragi nazi-fasciste, nella quale furono trucidati centootto civili, tra cui molto donne e bambini. Ammirevole esempio di spirito di sacrificio ed amor patrio. 13 aprile 1944 - Frazione di Vallucciole - Stia (AR)
27 ottobre 2011

### Medaglie di bronzo

#### Al Valor Militare
- Urbania

Durante la lotta contro l'oppressione nazi-fascista, la popolazione di Urbania, coraggiosamente, a costo di dure rappresaglie, sosteneva le proprie formazioni partigiane dando cospicuo contributo di combattenti, sangue generoso, distruzioni e sofferenze subite, alla causa della libertà della Patria. — Zona di Urbania, gennaio-luglio 1944.

### Croci di Guerra
- Sarsina

Durante la Seconda Guerra Mondiale, dopo aver subito per lunghi mesi coercizioni, soprusi e violenze di ogni genere, intraprese la lotta contro l'occupante ed affrontò, sereno, il martirio delle rappresaglie. Caddero i suoi Figli migliori, ma la popolazione dolorante sopportò stoicamente la più dura tragedia ben meritando dalla Patria - Sarsina, maggio/settembre 1944.
5 marzo 1958

## Episodi significativi

### Eccidi e rappresaglie nazisti
1. Forlì, 14 gennaio 1944, 2 fucilati
2. Forlì, 24 marzo 1944, 5 fucilati
3. Fragheto di Casteldelci, 7 aprile 1944, 30 trucidati (Eccidio di Fragheto)
4. Casteldelci, 7 aprile 1944, 5 fucilati
5. le Fontanelle, 13 aprile 1944, 6 fucilati
6. Vallucciole, 13 aprile 1944, 108 trucidati (Eccidio di Vallucciole)
7. Castagno d'Andrea, 14 aprile 1944, 7 trucidati (Eccidio di Castagno)
8. Valdonetto, 16 aprile 1944, 10 fucilati
9. Stia, 17 aprile 1944, 17 fucilati
10. Cesena-Martorano, 29 aprile 1944, 9 trucidati
11. Bertinoro, 1º maggio 1944, 5 fucilati
12. Predappio, 10 giugno 1944, 2 fucilati
13. Forlì-Campo d'aviazione, 29 giugno 1944, 10 fucilati
14. Cigno, 17 luglio 1944, 4 fucilati
15. Cesena-San Giorgio, 1944, 4 impiccati
16. Tavolicci, 22 luglio 1944, 64 trucidati (Eccidio di Tavolicci)
17. San Piero in Bagno-Passo del Carnaio, 25 luglio 1944, 27 fucilati (Eccidio del Carnaio)
18. Forlì-Pievequinta, 26 luglio 1944, 10 fucilati (Eccidio di Pievequinta)
19. Longiano, 4 agosto 1944, 3 fucilati
20. Cesena-Gattolino, 1944, 2 fucilati
21. Castrocaro, 13 agosto 1944, 2 fucilati
22. Castrocaro, 14 agosto 1944, 5 fucilati
23. Forlì, 18 agosto 1944, 4 impiccati
24. Cesena-Ruffio, 18 agosto 1944, 8 fucilati (Eccidio del ponte di Ruffio)
25. Cesena-San Giorgio, 21 agosto 1944, 2 fucilati
26. Pieve di Rivoschio, 20 agosto 1944, 3 fucilati
27. Meldola, 21 agosto 1944, 18 trucidati
28. Pieve di Rivoschio, 21 agosto 1944, 2 fucilati
29. Civitella, 23 agosto 1944, 6 fucilati
30. Forlì-Prati della Minarda, 1944, 4 impiccati
31. Cesena, 3 settembre 1944, 8 fucilati
32. Forlì-Campo d'aviazione, 5 settembre 1944, 18 fucilati (Strage dell'aeroporto)
33. Forlì-Campo d'aviazione, 17 settembre 1944, 7 fucilati
34. Galeata, 7 settembre 1944, 3 sgozzati
35. Forlì-San Tomè, 1944, 6 impiccati
36. Forlì-Campo d'aviazione, 24 settembre 1944, 10 fucilati
37. Santa Sofia, 26 settembre 1944, 9 trucidati
38. Sarsina, 26 settembre 1944, 6 uccisi
39. Sarsina, 28 settembre, 5 trucidati
40. Sarsina, 28 settembre, 9 fucilati
41. Cesena-Madonna dell'Albero, 1944, 6 trucidati
42. Civitella, 3 ottobre 1944, 8 fucilati
43. Cesena-Carpineta, 4 ottobre 1944, 4 fucilati
44. Forlì-Vecchiazzano, 7 novembre 1944, 9 trucidati
per un totale di 492 vittime dal gennaio al novembre 1944.

### Romanzi
- Silvia Di Natale, L'ombra del cerro, Feltrinelli, Milano, 2005